# Benjamin Burnley
Benjamin Jackson Burnley al IV-lea (n. 10 martie 1978, Atlantic City, New Jersey, SUA) este un muzician american, cel mai cunoscut fiind fondatorul și solistul formației rock Breaking Benjamin. Fiind singurul membru constant al grupului, Burnley are rolurile de compozitor principal, solist vocal principal și chitarist ritmic de la înființarea sa în 1999 până în prezent. De când a semnat cu Hollywood Records în 2002, Burnley a compus șase albume de studio sub numele de Breaking Benjamin, dintre care jumătate din ele au obținut certificat de tip platină, iar alte două albume au obținut aur în Statele Unite.  În afara Breaking Benjamin, Burnley a colaborat și cu alți artiști precum Adam Gontier și formația de rock creștin Red.